# Саїд Муса
Саї́д Ві́лберт Муса́ (англ. Said Wilbert Musa; нар. 19 березня 1944, Сан-Ігнасіо-Кайо, Беліз) — прем'єр-міністр Белізу з 1998 до 2008 року від Народної об'єднаної партії (НОП). Також посідав пост міністра фінансів країни.

## Біографія
Народився в родині вихідців з Палестини, четверта дитина в родині, в якій разом було вісім дітей. Закінчив початкову школу св. Андрія в Сан-Ігнасіо, потім Коледж св. Іоанна в місті Беліз. Отримав диплом юриста в університеті Манчестера у Великій Британії 1966 року. Наступного року повернувся на батьківщину, де зайнявся приватною юридичною практикою.
Невдовзі вступив до лав НОП, однієї з двох основних політичних партій країни. 1981 року, одразу після здобуття Белізом незалежності, став депутатом Національних зборів 1-го скликання. У 1981–1984 роках займав пости генерального прокурора та міністра економічного розвитку, у 1989–1993 роках був міністром закордонних справ та освіти. У перші роки незалежності Муса також був членом комітету, що розробляв конституцію Белізу, та брав участь у перемовинах з розв'язання прикордонного питання з Гватемалою.
1996 року очолив НОП, у 1998 та 2003 роках привів її до перемоги на парламентських виборах.

## Родина
Муса одружений з Джоан Муса. Їхній син Ясір художник, поет і артист: в Белізі він очолює раду, що керує Національним інститутом культури та історії (англ. National Institute of Culture and History, NICH). Інший син, Карім, нещодавно повернувся на батьківщину, здобувши вищу юридичну освіту, нині займається приватною практикою.